# Стамбул (фильм)
«Стамбул» (англ. Istanbul) — приключенческая мелодрама 1957 года. Ремейк фильма «Сингапур» (1947).

## Сюжет
Во время своего пребывания в Стамбуле главный герой, Джеймс Бреннан, находит браслет, содержащий 13 драгоценных камней. На эту драгоценность имеют виды и местные мошенники, которые начинают преследовать Бреннана по пятам в надежде заполучить браслет. В конце концов турецкие власти высылают героя из страны по подозрению в контрабанде драгоценностей, но он успевает спрятать браслет в отеле. Через пять лет Бреннан возвращается в Стамбул, надеясь найти камни. Его приезд снова привлекает внимание и местного криминалитета, и местных властей. К тому же Джеймсу придётся встретить женщину, которую он когда-то знал как свою жену Стефани Бауэр. До этого герой был убеждён, что она погибла во время пожара в их первую брачную ночь. Сейчас вновь воскресшая героиня, вышедшая в очередной раз замуж, носит уже имя Карен Филдинг и ничего, по её словам, не помнит о Бреннане.

## В ролях
- Эррол Флинн — Джеймс Бреннан
- Корнелл Борхерс — Стефани Бауэр / Карен Филдинг
- Джон Бентли — инспектор Нурал
- Торин Тэтчер — Дуглас Филдинг
- Лейф Эриксон — Чарли Бойл
- Пегги Кнудсен — Мардж Бойл
- Мартин Бенсон — мистер Дариус
- Нэт Кинг Коул — Дэнни Райс
- Вернер Клемперер — Пол Ренков
- Владимир Соколов — Азиз Раким
- Ян Арван — Казим
- Нико Минардос — Али
- Тед Хехт — лейтенант Сарак
- Дэвид Бонд — доктор Сарик
- Роланд Варно — мистер Флориан
- Хиллеви Ромбин — стюардесса

## Интересные факты
- На роль Бреннана претендовал актер Джефф Чандлер, в итоге роль досталась Эрролу Флинну.